# ダニー・トアラ
ダニー・トアラ（Danny Toala、1999年3月26日 - ）は、スーパーラグビー・パシフィック、モアナ・パシフィカに所属するラグビーユニオン選手。

## プロフィール
- ニュージーランド・ヘイスティングズ出身[1]。
- ポジションはウィング(WTB)、センター(CTB)。
- 身長 176cm、体重 95kg
- U20ニュージーランド代表に選ばれたことがある[2]。
- サモア代表キャップは14(2024年10月現在）でワールドカップ2023のサモア代表に選ばれた[3]。

## 略歴
ホークスベイ、ハリケーンズを経て、2022年、モアナ・パシフィカに加入。